# La tarde
La tarde va ser un programa per a la sobretaula de Televisió Espanyola que es va emetre entre 1983 i 1989.

## Format
El programa de 80 minuts de durada, ideat i dirigit pel periodista Alejandro Gómez Lavilla, reponia al format de magazine  i compaginava entrevistes, actuacions musicals i reportatges, amb un to despreocupat i informal.

## Història

### 1983-1984
Va començar a emetre's l'estiu de 1983 sota el títol de La tarde de verano,amb la pretensió de cobrir l'horari vespertí durant els mesos de juliol, agost i setembre. Tanmateix, va ser tal l'acceptació que va tenir entre els espectadors, que els directius de la cadena van decidir mantenir-lo en pantalla a l'inici de la temporada 1983-1984.
El seu primer presentador va ser Fernando Cubedo, al qual va seguir des de juliol de 1983 l'aleshores desconegut Pepe Navarro, que anys més tard es convertiria en un dels rostres més coneguts de la televisió a Espanya. L'espai li va servir per a donar-se a conèixer davant les cambres i li va proporcionar enorme popularitat, que li va valer un Premi TP d'Or 1983.
Excepte un breu parèntesi, a principis de 1984, en què va ser designat per a conduir el Telediario, Navarro va romandre ininterrompudament al capdavant del programa fins a novembre de 1984, que el cordovès va abandonar temporalment TVE. Va ser llavors substituït per la periodista catalana Núria Gispert, que fins al moment presentava el programa els dijous des dels estudis de Sant Cugat del Vallès realitzat per José María Fraguas. Seria, durant uns mesos, acompanyada per Paco Montesdeoca.

### 1985-1986
El gener de 1985 s'incorpora una nova presentadora: María Teresa Campos, en el qual va ser el seu primer treball davant una cambra. Al maig, i sota el títol provisional de ¡Viva la tarde!, amb direcció de Pepe Abril, se sumen com a presentadors l'actriu María Casanova i el sacerdot Jorge Casero.
Un mes després, però, Campos abandona el programa que queda en mans de Casero i Casanova. El primer es va retirar del programa pocs mesos després, i durant un temps, fins entrat 1986, María Casanova va ser l'única presentadora.
El juliol del 1986 el programa torna amb el títol de La tarde, ¡vaya tarde! i un nou trio de presentadors: Pastora Vega, Guillermo Fesser i el desconegut Toni Cantó. Només un mes després, i a causa de la baixa per malaltia de Pastora Vega i a incompatibilitats professionals de Cantó i Fesser, Ángeles Caso es feia en solitari amb les regnes del programa.

### 1987
A partir de gener de 1987 La Tarde va tenir nou director: Jordi Jaria i nou format: cada setmana tindria un presentador diferent, amb l'única continuïtat de la revista d'espectacles presentada per Florencio Solchaga.
Durant aquest temps, van presentar el programa, entre altres: Matías Prats Cañete, Terenci Moix, Javier Gurruchaga, Montserrat Roig, Fernando Sánchez Dragó, Olvido Gara, Ramoncín, Bibí Andersen, Massiel, Paloma San Basilio, Silvia Tortosa, Isabel Gemio, Emilio Gutiérrez Caba, María José Goyanes, Antonio Banderas, Virginia Mataix, Eduardo Sotillos, Moncho Alpuente, Mònica Randall, Alfonso Ussía, Joaquín Prat, Julio César Iglesias i Alfonso Eduardo Pérez Orozco.

### 1988-1989
Des de gener de 1988 es va decidir tornar al format d'un únic presentador, designant-se per a aquesta labor al periodista cinematogràfic Manuel Hidalgo i a José María Fraguas com a realitzador. No obstant això, els canvis van ser majors, i La Tarde va ser substituïda per un altre programa diferent que es va dir Tal cual.
El gener de 1989 el programa va reprendre el seu títol original, amb un petit matís (es va dir Por la tarde) i encara que José María Fraguas va continuar en la realització fins a febrer, va passar a ser presentat per Andrés Aberasturi. L'abril del 1989, quatre mesos després, Aberasturi va presentar la seva dimissió per raons econòmiques.
Li van substituir primer Santiago López Castillo i Cristina Figueras i després Elena Sánchez fins a la cancel·lació del programa al setembre de 1989, ja amb el títol de La tarde de un verano.